# Пожарный комбинированный насос

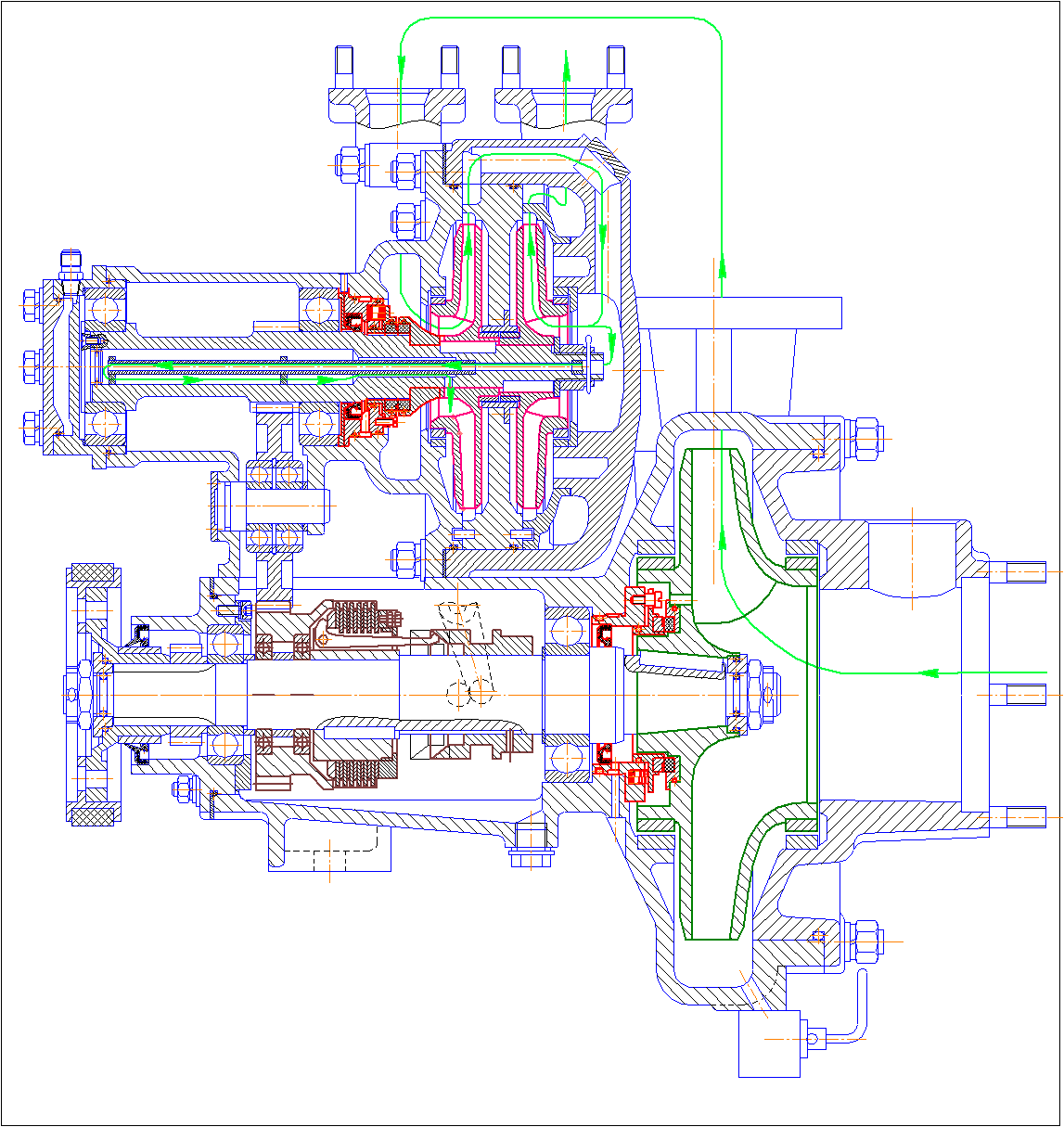
Схема пожарного комбинированного насоса с отключающейся высокой ступенью. Колесо ступени нормального давления — зелёный цвет; торцовые уплотнения валов ступеней нормального и высокого давления — красный цвет; муфта высокой ступени — коричневый цвет; колеса высокой ступени — розовый цвет

Пожарный комбинированный насос — это устройство для подачи воды и огнетушащих средств к месту тушения, включающее в себя два последовательно соединенных насоса: насос нормального давления и насос высокого давления, имеющие общий привод.

## Типы комбинированных насосов
Существуют различные схемы привода высокой ступени комбинированных насосов:
соосная схема — с установкой на одном валу нескольких колес до 4. Вода направляется из одного колеса в следующее с помощью направляющих аппаратов. Таким образом на каждом колесе повышается давление на заданную величину.
соосная схема — с установкой на одном валу центробежного колеса нормальной ступени и колеса вихревой ступени высокого давления. Вода направляется из колеса нормальной ступени в вихревое колесо где давление сразу повышается до требуемой величины. Такой насос за счет вихревой высокой ступени имеет возможность самостоятельно всасывать воду и нет необходимости применять дополнительный вакуумный насос. Насосы такого типа широкого распространения не получили. Изготовлено несколько образцов и поставлены в части на испытания. В результате испытаний получены низкие показатели долговечности. В высокой ступени постепенно терялись параметры расхода и давления. Конструктивной доработке не подвергались и в серию не пошли.
привод с помощью гидравлической турбины. Вода из насоса нормального давления подается на турбину привода колес высокой ступени и одновременно во всасывающую полость высокой ступени (широкого распространения не получили).
привод механический с помощью повышающей зубчатой передачи с включением с помощью ручной или электромагнитной муфты.
Наибольшее распространение получили насосы с механическим приводом отключающейся высокой ступени.
Основные параметры комбинированных насосов
Параметры и устройство нормальной ступени комбинированного насоса соответствуют параметрам пожарного центробежного насоса нормального давления.
Параметры высокой ступени комбинированного насоса отличаются у различных производителей, однако в большинстве случаев они составляют
Подача (расход) насоса Q 4 л/сек
Напор насоса Н 400 м
Редуктор привода насоса повышающий
Число оборотов вращения высокой ступени n 6150 — 6300 об/мин (в зависимости от производителя и конструкции высокой ступени)
Мощность и коэффициент полезного действия (КПД) сильно зависит от конструктивной схемы насоса, конструкции колес высокой ступени, а также параметров ступени нормального давления. Полезная мощность потребляемая определяется как произведение давления на напор и на плотность перекачиваемой жидкости насоса:
Nг=ρQН/102 кВт 
где:
ρ кг/м3 — плотность перекачиваемой жидкости;
Q м3/сек — подача насоса
Н м — напор насоса
Коэффициент полезного действия (КПД) ступеней определяется, как отношение полезной мощности к полной мощности потребляемой насосом. При работе одной только высокой ступени коэффициент полезного действия невелик, так как на расчет влияют значительные потери в ступени нормального давления. При совместной работе двух ступеней, коэффициент значительно улучшается. При работе одной ступени нормального давления коэффициент полезного действия значительно зависит от компоновочной схемы комбинированного насоса. Так насос с установкой колес на одном валу имеет более низкий КПД чем насос с отключающейся высокой ступенью. Вследствие того, что происходит холостое вращение не задействованных колес высокой ступени. В насосе с отключающейся высокой ступенью коэффициент полезного действия выше.

### Особенности устройства
Первая ступень комбинированных насосов устроена аналогично насосу нормального давления. Дополнительно на вал колеса первой ступени устанавливается муфта (ручная или электромагнитная) с шестерней привода высокой ступени. В зацеплении шестерней муфты находится промежуточная шестерня. Промежуточная шестерня установлена на оси с помощью шариковых подшипников и приводит во вращение шестерню и вал с колесами насоса высокой ступени. Зубчатая передача является повышающей. Встречаются закрытые и открытые типы колес высокой ступени. Закрытые колеса требуют дорогостоящей оснастки и сложны в изготовлении, однако имеют лучший КПД. Открытые колеса просты в изготовлении, однако имеют худшие энергетические характеристики. Для получения необходимого давления в высокой ступени в первых конструкциях насосов применялось одно колесо, в последующих два и более. Переток воды между колесами осуществляется с помощью направляющих аппаратов. Для уплотнения колес и предотвращения перетока воды из всасывающей полости в напорную применяются щелевые уплотнения. Для уплотнения вала используются торцовые уплотнения. В более ранних конструкциях использовались сальниковые набивки. Торцовые уплотнения выполняют из современных материалов они рассчитаны на продолжительный срок службы без обслуживания. В процессе работы торцовые уплотнения допускают незначительную утечку воды. Использовать резиновые уплотнения, для высокой ступени, невозможно из-за высоких оборотов вала.
В большинстве комбинированных насосов, из-за высокого тепловыделения, предусматривают дополнительное охлаждение редуктора. Так же, комбинированные насосы с отключающимся механическим приводом создают значительный шум при работе высокой ступени.
Несколько по другому работают насосы устроенные по соосной схеме. В таких насосах устанавливают до четырёх колес на одном валу. Включение высокой ступени заключается в пуске воды из одной ступени в следующую с помощью обычного крана. Внутри высокой ступени вода, так же, поступает через направляющие аппараты. Таким образом на каждом колесе происходит повышение давления. Такие насосы имеют большие габариты и меньший КПД, однако создают меньше шума и более надежны.

### Принцип действия
Принцип действия первой ступени комбинированного насоса полностью соответствует принципу действия пожарного насоса нормального давления. При включении в работу высокой ступени часть воды из напорного коллектора нормальной, первой ступени направляется во всасывающую полость высокой, второй ступени. В высокой ступени давление повышается до заданной величины и подается в напорный коллектор высокой ступени к которому, через кран, подсоединен рукав высокого давления. В большинстве пожарных автомобилей длина рукава составляет 60 м. Рукав наматывается на катушку высокого давления. К рукаву присоединен ручной ствол высокого давления с возможностью регулировки формы и параметров распыления струи.

### Описание работы
Работа первой ступени комбинированного насоса аналогична работе насоса нормального давления. При получении давления в первой ступени открывается кран и вода направляется во вторую ступень. Включается вращение высокой ступени. открывается кран на выходе высокой ступени и вода поступает в напорный рукав высокого давления. При необходимости комбинированный насос может работать в совместном режиме. Однако параметры первой ступени, при 2 л/c высокой ступени, несколько ниже и составляют около 15 л/c вместо 40 л/c. Высокое давление позволяет получить особо распыленную струю воды, что в свою очередь расширяет технологические возможности при тушении пожаров. Так же высокое давление позволяет поднять воду на большую высоту и тушить пожары в высотных зданиях. Пожарные автомобили с комбинированными насосами комплектуются катушками с рукавами высокого давления. Это позволяет быстро разворачиваться при тушении пожаров.